# Teluk Pucung
Teluk Pucung is een bestuurslaag in de stadsgemeente Kota Bekasi van de provincie West-Java, Indonesië. Teluk Pucung telt 62.214 inwoners (volkstelling 2010).